# Condados da Libéria
A Libéria está dividida em quinze condados em 2015, que são administrados por superintendentes nomeados pelo presidente.

## Condados
| #  | Condado          | Capital      | Estab | área (km2) | População (Censo 2008) |
| -- | ---------------- | ------------ | ----- | ---------- | ---------------------- |
| 1  | Bomi             | Tubmanburg   | 1984  | 1,932      | 84,119                 |
| 2  | Bong             | Gbarnga      | 1964  | 8,754      | 333,481                |
| 3  | Gbarpolu         | Bopulu       | 2001  | 9,953      | 83,388                 |
| 4  | Grand Bassa      | Buchanan     | 1847  | 7,814      | 221,693                |
| 5  | Grand Cape Mount | Robertsport  | 1856  | 4,781      | 127,076                |
| 6  | Grand Gedeh      | Zwedru       | 1964  | 10,855     | 125,258                |
| 7  | Grand Kru        | Barclayville | 1984  | 3,895      | 57,913                 |
| 8  | Lofa             | Voinjama     | 1964  | 9,982      | 276,863                |
| 9  | Margibi          | Kakata       | 1985  | 2,691      | 209,923                |
| 10 | Maryland         | Harper       | 1857  | 2,297      | 135,938                |
| 11 | Montserrado      | Bensonville  | 1847  | 1,880      | 1,118,241              |
| 12 | Nimba            | Sanniquellie | 1964  | 11,551     | 462,026                |
| 13 | Rivercess        | Rivercess    | 1985  | 5,564      | 71,509                 |
| 14 | River Gee        | Fish Town    | 2000  | 5,113      | 66,789                 |
| 15 | Sinoe            | Greenville   | 1847  | 9,764      | 102,391                |

*O condado de Gbarpolu foi criado em 2001, a partir do condado de Lofa

**O condado de River Gee foi cirado em 2000, a partir do condado de Grand Gedeh